# Phare de Punta Conscriptos
Le phare de Punta Conscriptos (en espagnol : Faro Punta Conscriptos) est un phare actif situé à l'extrémité sud du Golfe Nuevo (Département de Rawson), dans la Province de Chubut en Argentine.
Il est géré par le Servicio de Hidrografía Naval (SHN) de la marine .

## Histoire
Le phare a été mis en service en décembre 1929 à 30 km au sud-est de la ville de Puerto Madryn sur le promontoire de Punta Conscriptos. À l'origine il fonctionnait au gaz d'acétylène pour une portée focale de 15.3 milles nautiques (environ 28 km). Le 27 mars 1986 il a été équipé à  l’énergie solaire avec une installation composée de panneaux solaires photovoltaïques et de batteries diminuant sa portée focale.

## Description
Ce phare  est une tour métallique troncopyramidal à claire-voie, avec une galerie et une lanterne de 10 m de haut, à côté d'un petit bâtiment technique blanc. La tour est peinte en noire et la lanterne est noire. Il émet, à une hauteur focale de 97 m, un éclat blanc d'une seconde par période de 7 secondes. Sa portée est de 10.5 milles nautiques (environ 19.5 km).
Identifiant : ARLHS : ARG-052 - Amirauté : G1072 - NGA : 110-19684.

## Caractéristique dufeu maritime
Fréquence : 7 secondes (W)
- Lumière : 1 seconde
- Obscurité : 6 secondes

|                            |
| Localisation : Golfe Nuevo |

### Lien connexe
- Liste des phares d'Argentine